# بحيرة أكسفورد
بحيرة أكسفورد بحيرة أكسفورد هي بحيرة تقع على نهر هايز في مانيتوبا بكندا. تبلغ مساحة البحيرة 401 كيلومتر مربع (155 ميل مربع) وتقع على ارتفاع 186 مترًا (610 قدمًا).

## وصف
انه شكل غامض على شكل رجل، مع «نقطه البداية» على الشرق، و «عنق»، خط الكتف الشمالي الغربي- الجنوبي الشرقي و «جذع» في التناقص تدريجي إلى النقطة في الغرب. يبلغ طول الرأس حوالي 7 في 5 أميال وعرض الرقبة ميل واحد وخط الكتف 11 ميلاً. الجانب الجنوبي من الجذع 25 ميلاً وجانبه الشمالي الغربي 18 ميلاً. في الشمال الغربي توجد جزيرة كبيرة (جزيرة كارغيل)أو شبه الجزيرة التي تملأ الكثير من الجذع. يدخل نهر هايز من الجنوب الغربي ويخرج «العنق» الجنوبي الشرقي أسفل بلدة ومطار أكسفورد هاوس، مانيتوبا. يدخل نهر الجزر في الشمال الغربي ويسمح بنقل العبور إلى بحيرة كروس في مانيتوبا على نهر نيلسون. المصب هو بحيرة الركبة.